# Нітрилотриоцтова кислота
Нітрилотриоцтова кислота (англ. Nitrilotriacetic acid, скороч. NTA) — хімічна сполука, поліамінокарбонова кислота з формулою N(CH2CO2H)3. Безбарвна тверда речовина, використовується як хелатор, утворює координаційні сполуки (хелати) з такими іонами як Ca2+, Cu2+, Fe3+.

## Виробництво
Нітрилотриоцтова кислота виробляється у промисловості у вільному вигляді, а також у вигляді натрієвої солі. Вихідними сполуками для синтезу є аміак, формальдегід, а також ціанід натрію або синильна кислота. У світі виробляється близько 100 тис. тон на рік.
Нітрилотриоцтова кислота також є побічним продуктом у синтезі EDTA.

## Застосування
Властивості і сфера застосування NTA близькі до EDTA, іншого хелатору. На відміну від EDTA, NTA легко руйнується в живих організмах і того не загрожує довкіллю. Нітрилотриоцтова кислота використовується для пом'якшення води а також як замінник для поліфосфатів в засобах побутової хімії. NTA є тетрадентатним трианіонним лігандом.
В аналітичній хімії вона використовується як реагент для комплексометричного титрування.

Похідні нітрилотриоцтової кислоти іммобілізовані на полімерному носії використовуються в біотехнології та біохімії для виділення та очистки білків мічених His-теґом. NTA на полімерному носії утворює координаціні зв'язки з іонами нікелю, не насичуючи при цьому його координаційну сферу. Через це білки що містять спеціально розташовані поруч залишки гістидину зв'язуватись з Ni-NTA на поверхні.

NTA комплекси
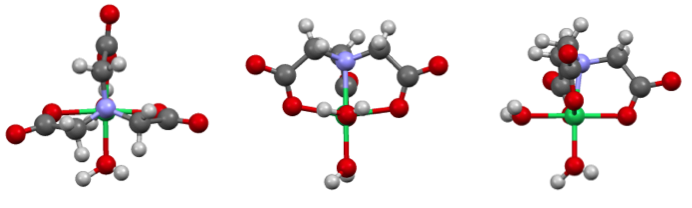
Вигляд комплексу [Ni(NTA)(H2O)2]− в трьох проєкціях.
Структура комплексу [Ca(NTA)(H2O)3]−.